# Platja dels Pilans
La platja dels Pilans, o platja de la Porquerola, és una platja natural del municipi de Mont-roig del Camp (Baix Camp), situada entre la platja de Rifà, a llevant, i la platja de la Casa dels Lladres, a ponent, separades per la Punta de la Porquerola, a la desembocadura del barranc de la Porquerola. Té una longitud de 1.043 metres i una amplada mitjana de 28 metres, formada per sorra mitjana i fina.
L'Agència Catalana de l'Aigua efectua un control setmanal de la qualitat de l'aigua, durant la temporada de bany, amb el resultat d'excel·lent.
El rereplatja està ocupat per un càmping, dins del qual hi ha la Torre del Sol, una torre de telegrafia òptica, del segle xix.